# ایستگاه قطار شهری کوی امام
ایستگاه قطار شهری کوی امام یکی از ایستگاه‌های خط ۱ قطار شهری اصفهان که در بلوار هزار جریب و در تقاطع خیابان کوی بهار، نزدیک خیابان کوی امام واقع شده‌است. ایستگاه بعدی در ضلع شمالی ایستگاه کارگر و ایستگاه دفاع مقدس (صفه) در سمت جنوب ایستگاه در کنار پردیس دانشگاه اصفهان واقع شده‌است. دانشکده فنی و حرفه ای شهید مهاجر نیز درکنار این ایستگاه قرار دارد .
این ایستگاه در بهترین نقطه جهت دسترسی آسان دانشجویان خوابگاهی به مترو قرار گرفته 
از جمله امکانات دیگر این ایستگاه مترو میتوان به فروشگاه هایی که داخل ایستگاه قرار گرفته اند اشاره کرد